# Britische Unterhauswahl 1945
| Regierung (393): Labour 393 |  | Opposition (246): Conservative 196 Liberal 12 Liberal National 11 Unabh. 8 ILP 3 National 2 Communist 2 Nationalist 2 INat 2 ILab 2 ICon 2 ILib 2 Commonwealth 1 IProg 1 |
| Speaker 1                   |  | |

Zusammensetzung:

Die britische Unterhauswahl 1945 fand am 5. Juli statt. Es war die erste Unterhauswahl seit 1935, da diese während des Zweiten Weltkriegs ausgesetzt wurden.
Labour gewann mit ihrem Spitzenkandidaten Clement Attlee mit einem Vorsprung von 145 Sitzen die Wahl deutlich. Die Ergebnisse waren so nicht erwartet worden, da Winston Churchill die Briten durch den Krieg geführt hatte und in großen Teilen der Gesellschaft einen Heldenstatus einnahm. Allerdings wurde Labour in Bezug auf den Wiederaufbau des Landes nach dem Krieg eine größere Kompetenz zugeschrieben.

## Vorgeschichte
Seit 1940 regierte Winston Churchill mit einer Kriegsregierung, in der alle Parteien vertreten waren. Nach Kriegsende trat die zweitstärkste Partei, Labour unter Führung des bisherigen Vize-Premierministers Clement Attlee, aus der Regierung aus. Daraufhin rief Churchill die ersten nationalen Wahlen seit 1935 aus. Trotz Umfragen, die schon damals einen Sieg Labours vorhersagten, war allseits erwartet worden, dass Churchill und die Konservativen die Wahl gewinnen würden.

## Wichtige Parteiführer

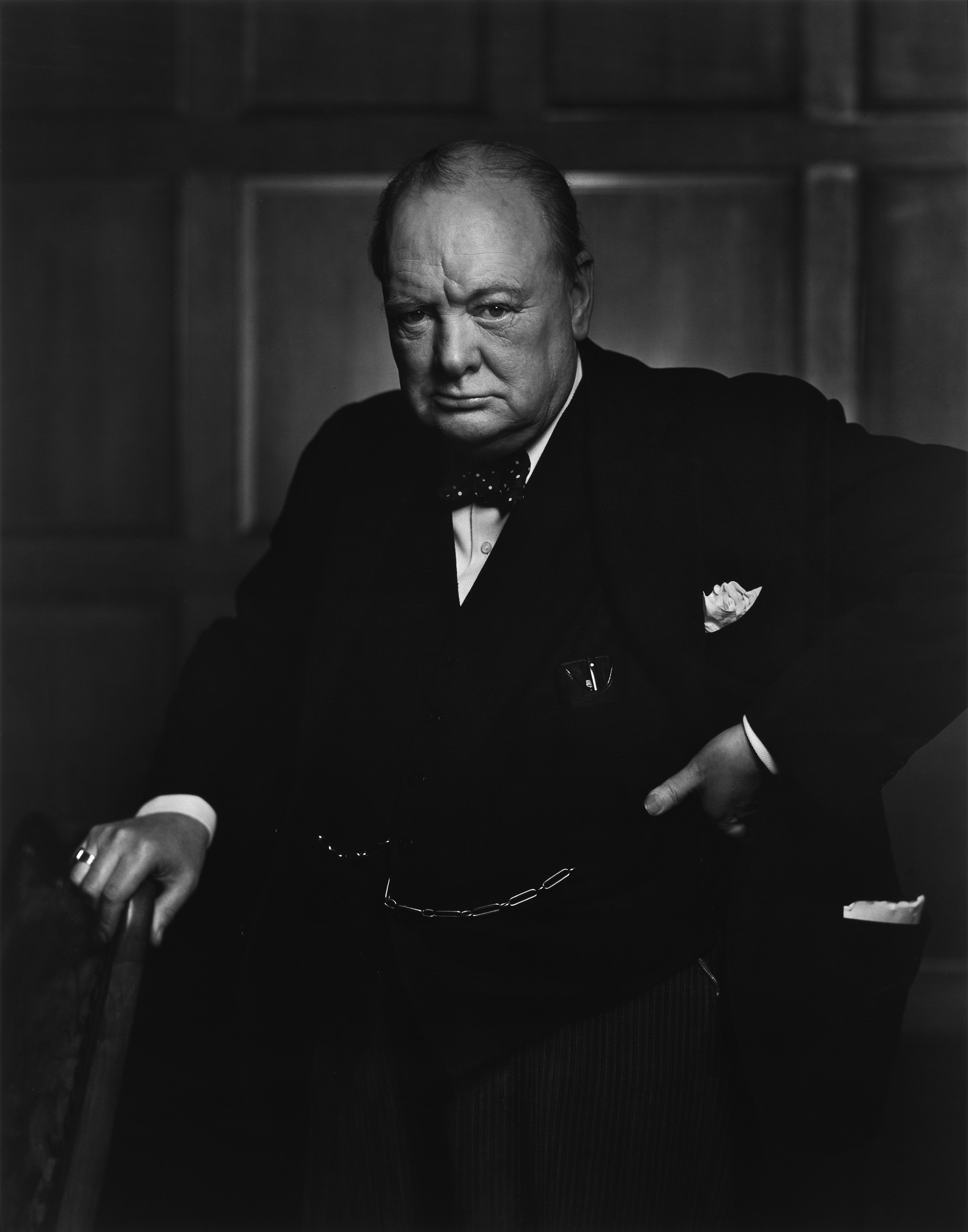
Premierminister Winston Churchill (Conservatives)
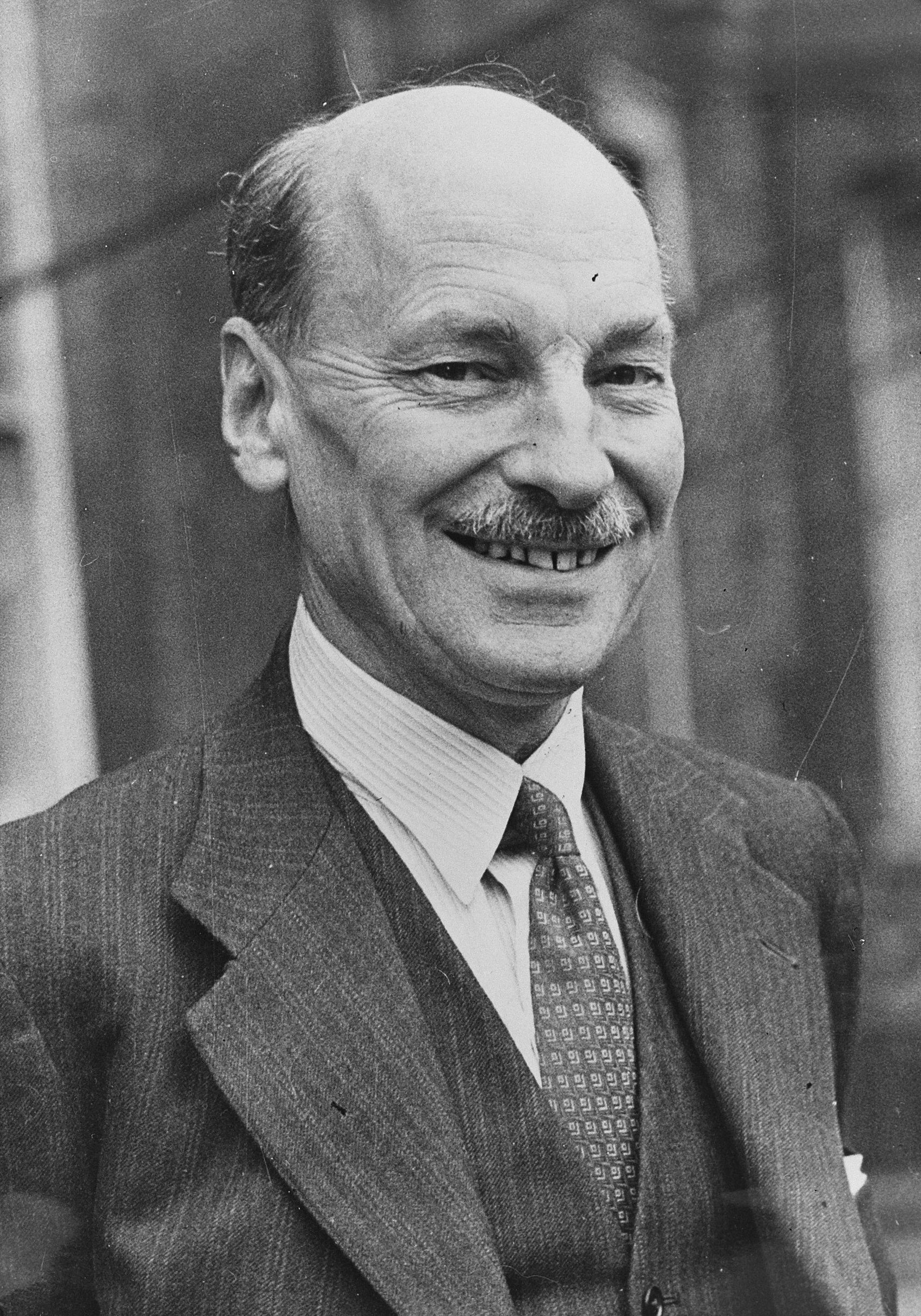
Oppositionsführer Clement Attlee (Labour)
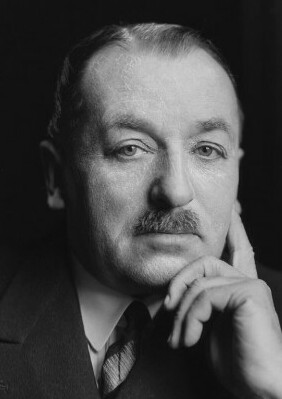
Arbeitsminister Ernest Brown (National Liberal)
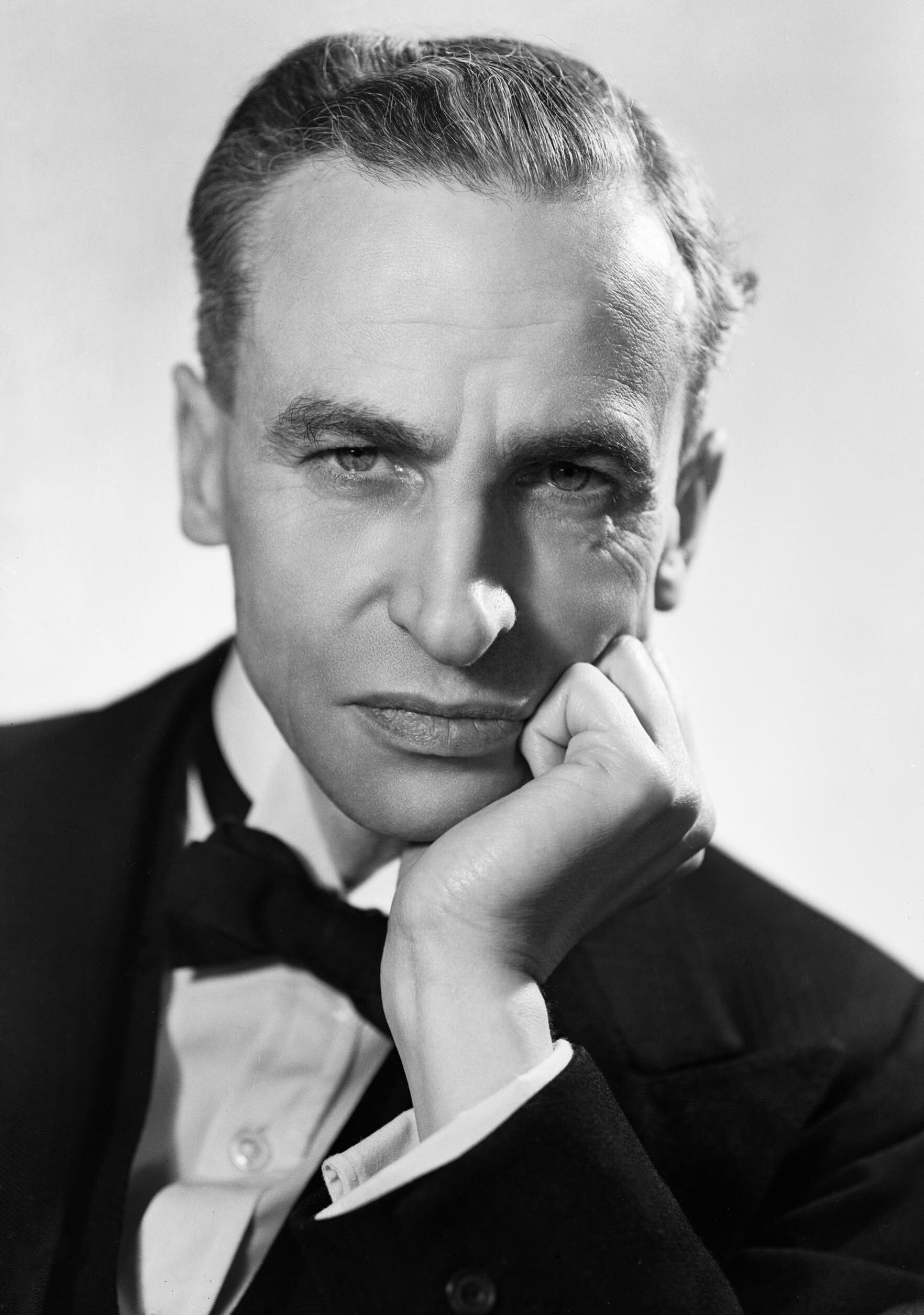
Member of Parliament Archibald Sinclair (Liberal)

## Wahlergebnisse

Ergebnisse nach Wahlkreisen. Die Farben entsprechen der nebenstehenden Tabelle.

| Partei          | Partei                               | Stimmen    | Stimmen | Stimmen | Sitze  | Sitze |
| Partei          | Partei                               | Anzahl     | %       | +/−     | Anzahl | +/−   |
| --------------- | ------------------------------------ | ---------- | ------- | ------- | ------ | ----- |
|                 | Labour Party                         | 11.557.821 | 47,7    | +9,7    | 393    | +239  |
|                 | Conservative Party                   | 8.716.211  | 36,2    | −11,6   | 197    | −189  |
|                 | Liberal Party                        | 2.177.938  | 9,0     | +2,3    | 12     | −9    |
|                 | Liberal National Party               | 686.652    | 2,9     | −0,8    | 11     | −22   |
|                 | Unabhängige                          | 133.191    | 0,6     | −       | 8      | −     |
|                 | National Government                  | 130.513    | 0,5     | +0,2    | 2      | +1    |
|                 | Common Wealth Party                  | 110.634    | 0,5     | +0,5    | 1      | +1    |
|                 | Communist Party of Great Britain     | 97.945     | 0,4     | +0,3    | 2      | +1    |
|                 | Nationalist Party (Northern Ireland) | 92.819     | 0,4     | +0,1    | 2      | −     |
|                 | Unabhängige National                 | 65.171     | 0,3     | +0,1    | 2      | −     |
|                 | Unabhängige Labour                   | 63.135     | 0,3     | −       | 2      | −     |
|                 | Unabhängige Konservative             | 57.823     | 0,2     | −       | 2      | −     |
|                 | Independent Labour Party             | 46.769     | 0,2     | −0,5    | 3      | −1    |
|                 | Unabhängige Progressive              | 35.072     | 0,1     | +0,1    | 1      | +1    |
|                 | Unabhängige Liberal                  | 30.450     | 0,1     | −       | 2      | −     |
|                 | Scottish National Party              | 26.707     | 0,1     | −0,1    | −      | −     |
|                 | Plaid Cymru                          | 16.017     | 0,1     | +0,1    | −      | −     |
|                 | Commonwealth Labour Party            | 14.096     | 0,1     | +0,1    | −      | −     |
|                 | Independent Nationalist              | 5.430      | 0,0     | −       | −      | −     |
|                 | Sonstige                             | 8.631      | 0,0     | −       | −      | −     |
|                 | Gesamt                               | 24.073.025 | 100,0   |         | 640    |       |
| Wahlberechtigte | Wahlberechtigte                      | 33.240.391 |         |         |        |       |
| Wahlbeteiligung | Wahlbeteiligung                      | 72,8 %     |         |         |        |       |
| Quelle:         |                                      |            |         |         |        |       |

1. ↑  einschließlich des Speakers of the House

## Nach der Wahl
Clement Attlee bildete nach der Wahl sein neues Kabinett, welches ausschließlich aus Mitgliedern seiner Labour Partei bestand. Seine Regierung setzte strukturelle Reformen in Großbritannien durch, so wie die Einführung eines Wohlfahrtsstaates mit dem NHS, einer Bildungsreform und der Verstaatlichung von Schlüsselindustrien. Diese wurden auch von den Konservativen anerkannt.